# Liaoningozaur
Liaoningozaur (Liaoningosaurus) – rodzaj nietypowego dinozaura z grupy ankylozaurów (Ankylosauria) żyjącego we wczesnej kredzie na terenie dzisiejszych Chin. Został opisany w oparciu o niemal kompletny szkielet młodocianego osobnika (IVPP V12560) wydobyty z datowanych na barrem osadów formacji Yixian w prowincji Liaoning. Szkielet mierzy około 34 cm długości, co sprawia, że Liaoningosaurus jest najmniejszym znanym przedstawicielem ankylozaurów. Od wszystkich innych ankylozaurów odróżnia go zachowanie zewnętrznego okna w żuchwie. Obecne mogło być również okno przedoczodołowe. Kolejną cechą wyróżniającą liaoningozaura spośród innych przedstawicieli Ankylosauria jest obecność kostnego pancerza na brzuchu, zbudowanego z sześciokątnych i romboidalnych osteoderm.
Liaoningosaurus został przez Xu Xinga i współpracowników, autorów jego pierwszego opisu naukowego, przypisany do rodziny nodozaurów (Nodosauridae), jednak Vickaryous, Maryańska i Weishampel (2004) uznali go za Ankylosauria incertae sedis. Z kolei z analizy kladystycznej przeprowadzonej przez Thompsona i współpracowników (2012) wynika, że Liaoningosaurus był jednym z najbardziej bazalnych znanych przedstawicieli rodziny Ankylosauridae.